# Агломерация Реджо-ди-Калабрия

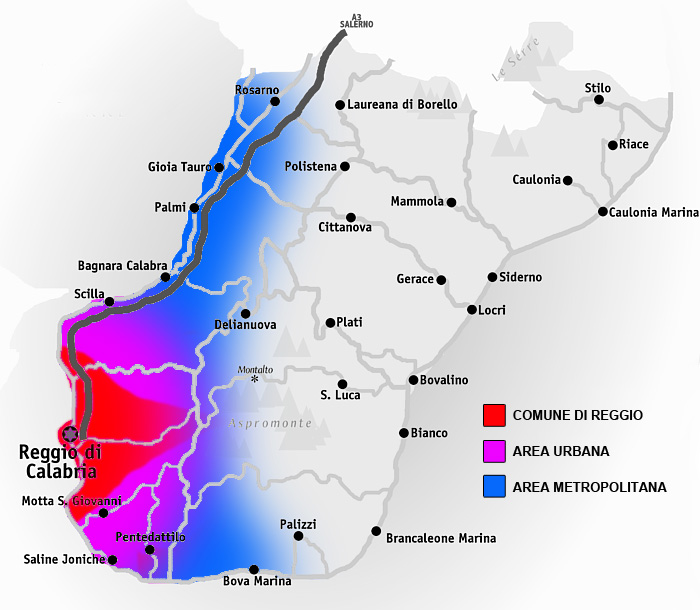
Агломерация Реджо-ди-Калабрия

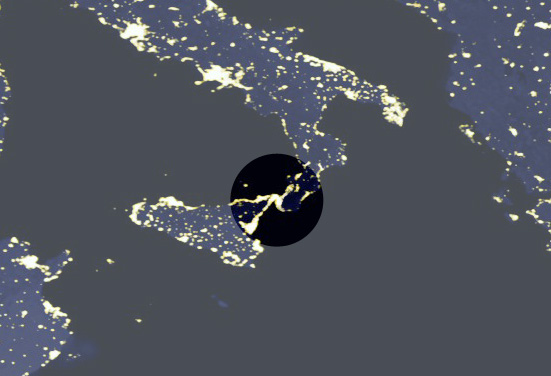
Агломерации Реджо-ди-Калабрия и Мессины на ночном спутниковом снимке.

Агломерация Реджо-ди-Калабрия (итал. Area metropolitana di Reggio Calabria
) — конурбация, обусловленная городской непрерывностью и социально-экономическим взаимодействием некоторых муниципалитетов метропольного города Реджо-ди-Калабрия, в частности тех, которые расположены вдоль побережья  Мессинского пролива, и самого города Реджо-ди-Калабрия.

## Обзор
Согласно пункту 2 статьи 1 Регионального закона 142/2006, метропольная территория Реджо простирается от муниципалитета Баньяра-Калабра на севере до муниципалитета Мелито-ди-Порто-Сальво на юге.
Политическая дискуссия на местном уровне по поводу агломерации Реджо-ди-Калабрия началась в семидесятые годы XX века, в основном в связи с конурбацией с соответствующей агломерацией Мессины и с целью создания агломерации пролива. Предполагаемая площадь составляет около 2000 км², общая численность населения — чуть менее 1 100 000 жителей.